# 潭子科技產業園區

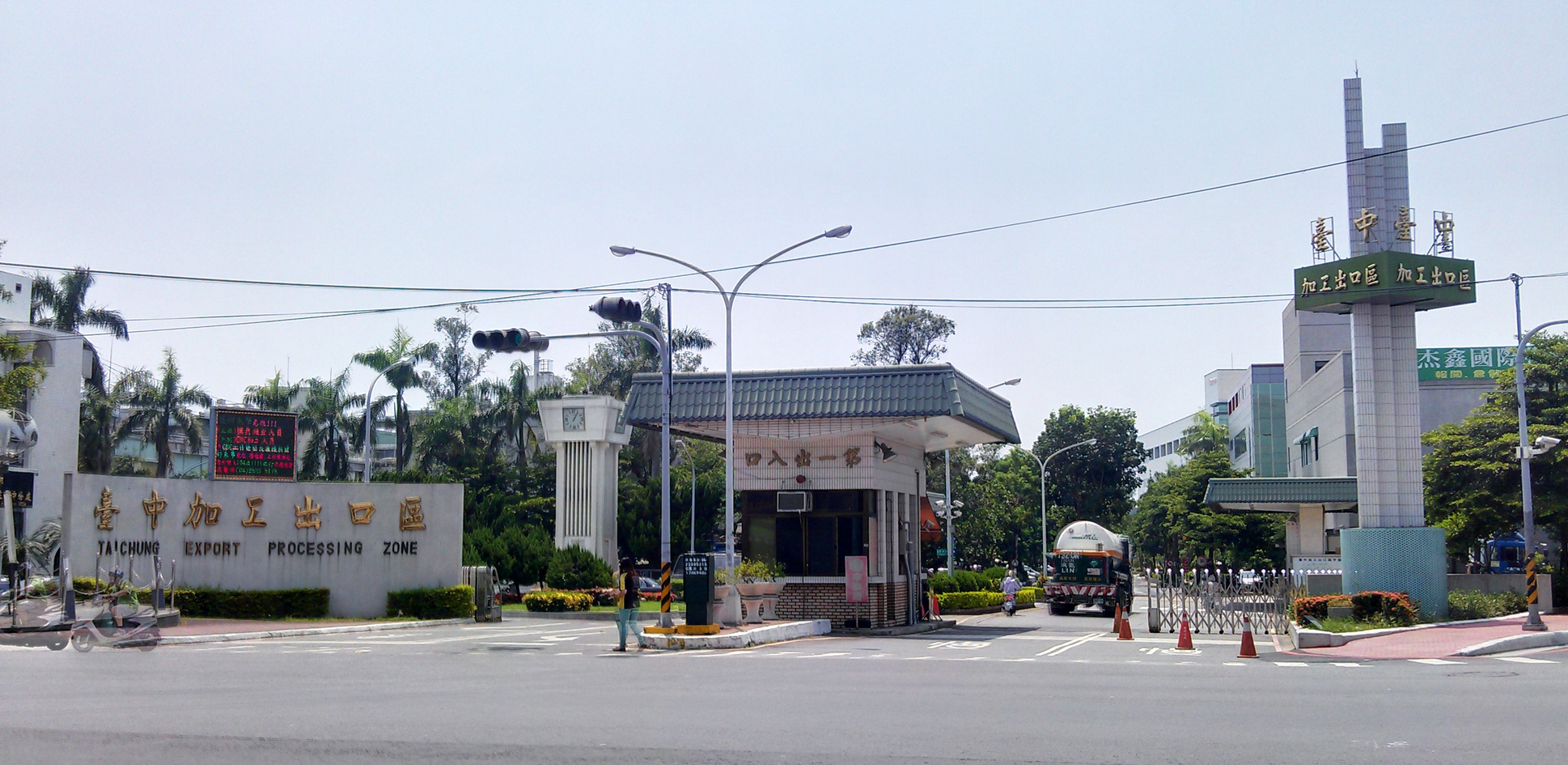
潭子科技產業園區入口大門

臺中潭子科技產業園區（舊稱臺中加工出口區、潭子加工出口區），為台灣中部由經濟部產業園區管理局臺中分局管理的科技產業園區，位於臺中市潭子區，園區面積約有26.1186公頃。園區內設有物流中心、女子宿舍、衛生保健所、工業給水站等公設施，以及專門的警察隊、消防隊、清潔隊。
至2012年6月底，園區設立的公司共45家（台資約占62.87%，外資約占37.07%，僑資約占0.06%），產業以電子零組件製造業為最多，其次為光學製品業、其他製造業、批發業等。。　總投資金額累計達美金3,173,372,127.37元，總外銷金額累計達美金29,017,656,776元，占全國加工出口區輸出總額15.67%。1971年建區之初，區內事業僅僱用勞工1,918人，2012年6月份勞工人數已到16,662人。
　

## 歷史
1969年8月，政府將興建中的潭子工業區（台糖公司潭子糖廠），改建為「臺中加工出口區」並開始接受設廠，1970年3月建設完成；之後又擴區兩次，最後達26多公頃。
2021年2月24日更名為「臺中潭子科技產業園區」。

## 園內企業
- 日月光集團矽品精密工業潭科廠
- 臺灣佳能臺中廠

## 外部連結
- 經濟部產業園區管理局臺中分局 （页面存档备份，存于）（繁體中文）（英文）（日語）